# 已沉没重巡洋舰列表

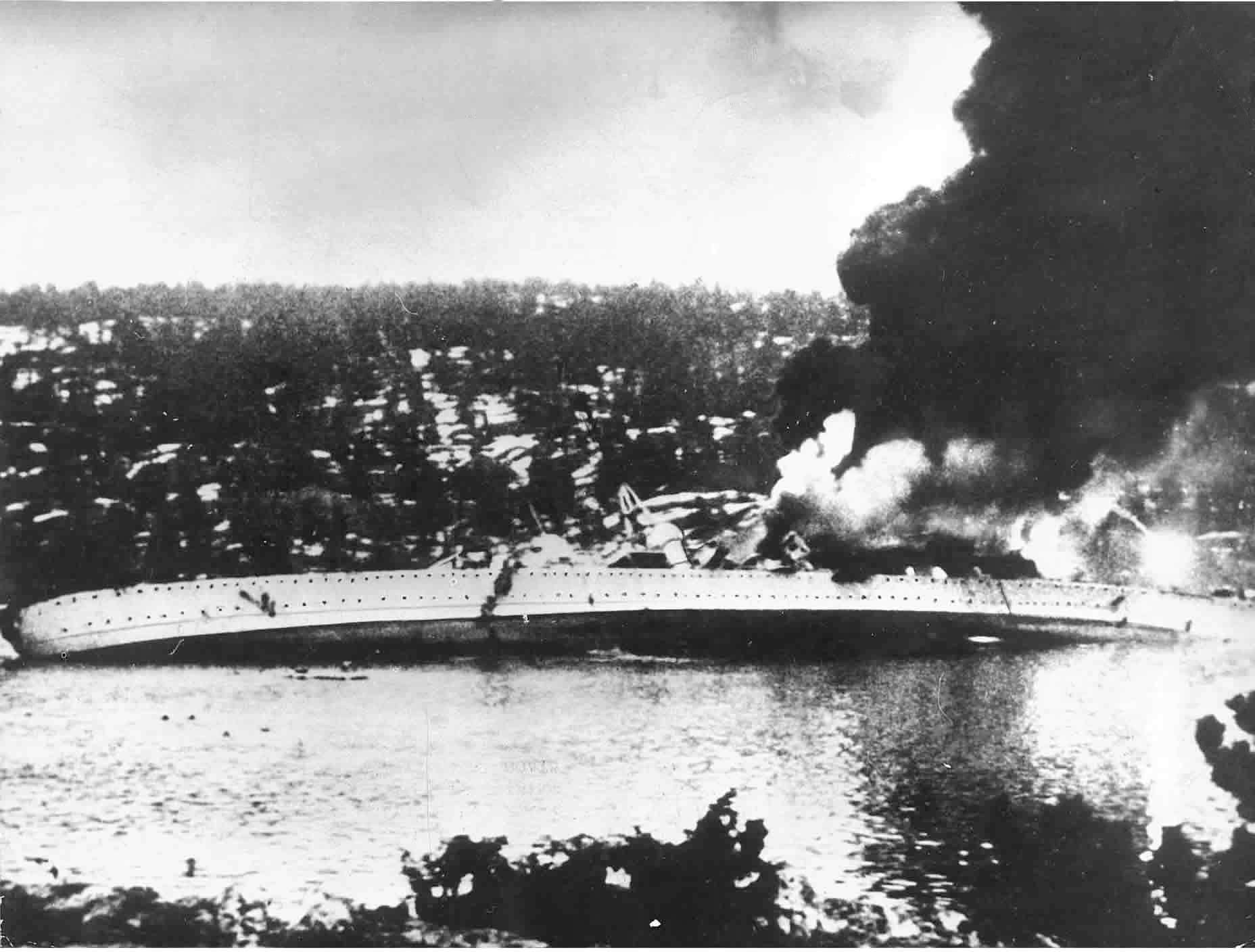
1940年4月9日德勒巴克湾战役后正在沉没的德国重型巡洋舰“布吕歇尔”号

1920至1940年代间，世界各国海军的众多重巡洋舰因战损、人为处置或其他原因（如作为靶舰或试验舰）相继沉没。根据1922年《华盛顿海军条约》和1930年《伦敦海军条约》定义，重巡洋舰指主炮口径大于155毫米但不超过203毫米的巡洋舰。历史上首艘沉没的重巡洋舰是英国皇家海军的“罗利”号，该舰1922年8月在纽芬兰海岸搁浅，因无法脱困于数年后被拆解。首艘战沉的重巡洋舰是西班牙海军的“巴利阿里”号，1938年3月西班牙内战期间的帕洛斯角海战中遭鱼雷击沉。
1939至1945年第二次世界大战期间发生了绝大多数重型巡洋舰的沉没事件。首艘为德国海军“施佩伯爵海军上将”号，该舰在1939年12月拉普拉塔河口海战后被自行凿沉。欧洲战场的各次战役导致德国海军和意大利皇家海军多数重巡洋舰沉没，法国海军半数的该型舰艇也因水面交战、空袭或船员自沉而损失。然而最大规模的损失发生在太平洋战场的多次战役中：日本帝国海军几乎所有重巡洋舰被击沉，美国海军和英国皇家海军也有相当数量舰艇损毁，澳大利亚皇家海军亦损失一艘。战争中最后沉没的重巡洋舰是遭潜艇鱼雷击沉的美国海军“印第安纳波利斯”号。
战后初期另有若干重巡洋舰损毁。日本帝国海军两艘被英国皇家海军俘获的舰艇，分别于1946年7月和10月在马六甲海峡被故意击沉。最后还有四艘作为武器试验靶舰沉没，其中两艘属德国海军，两艘属美国海军。美舰“彭萨科拉”号于1948年11月在太平洋试验中沉没，成为历史上最后一艘沉没的重巡洋舰。多数沉船仍以不同保存状态留存海底，但不少在浅水区沉没的舰艇残骸在二战结束后数年间被拆解。

## 损失
历史上首艘沉没的重型巡洋舰是英国皇家海军的“罗利”号，该舰1922年8月8日在纽芬兰贝尔岛海峡因浓雾搁浅，被宣布全损后于1928年销毁。而首艘战沉的重巡洋舰是西班牙海军的“巴利阿里”号，1938年3月6日西班牙内战期间的帕洛斯角海战中遭共和派驱逐舰多次鱼雷击中沉没。
第二次世界大战期间损失了最多数量的重型巡洋舰。首艘为德国海军的“施佩伯爵海军上将”号，该舰在1939年12月17日拉普拉塔河口海战中受损后，于拉普拉塔河自沉。欧洲战场多艘舰艇相继损失：挪威战役期间，德国海军的“布吕歇尔”号于1940年4月9日在德勒巴克海峡战役中被挪威奥斯卡堡要塞守军鱼雷和炮火击沉，英国皇家海军的“埃芬厄姆”号5月18日在博德搁浅后被凿沉。意大利皇家海军几乎所有重巡洋舰在地中海战役中损失：先是“阜姆”号、“波拉”号和“扎拉”号于1941年3月29日马塔潘角海战被英国战列舰和驱逐舰击沉，接着“特伦托”号1942年6月15日遭飞机和潜艇鱼雷攻击沉没，“的里雅斯特”号1943年4月10日被美军空袭击沉，“博尔扎诺”号1944年6月21日在拉斯佩齐亚停泊时被潜水员炸沉。其间英国皇家海军“约克”号1941年5月22日在苏达湾遭意大利快艇鱼雷攻击后自沉，法国海军“科尔贝”号、“福煦”号、“迪普莱克斯”号及“阿尔及尔”号为避免被德军俘获，于1942年11月27日由船员在土伦自沉。战争最后数月德国海军损失三舰：未完工的“塞德利茨”号和“希佩尔海军上将”号分别于1945年1月29日和5月3日自沉，“舍尔海军上将”号4月9日遭英军空袭击沉。
太平洋战区作战中损失的重型巡洋舰数量更为庞大。首批损失的是1942年3月1日沉没的美国海军“休斯顿”号与英国皇家海军“埃克塞特”号——前者在巽他海峡海战、后者在爪哇海海战中被日本水面舰艇击沉。4月5日，英国皇家海军“康沃尔”号与“多塞特郡”号在印度洋遭日军空袭沉没；6月6日中途岛战役期间，日本海军“三隈”号被美军空袭击沉。8月9日萨沃岛海战中，美国海军“阿斯托里亚”号、“昆西”号与“文森斯”号沉没；澳大利亚皇家海军“堪培拉”号遭重创后被迫自沉。次日，参与该海战的日本海军“加古”号被美军潜艇鱼雷击沉，其姊妹舰“古鹰”号10月12日在埃斯佩兰斯角海战中被多次炮击后损失。11月13日瓜达尔卡纳尔海战中，日本海军“衣笠”号亦遭空袭沉没。12月1日塔萨法隆加海战中，美国海军“北安普敦”号被日本驱逐舰鱼雷击中；其姊妹舰“芝加哥”号1943年1月30日在伦内尔岛海战中被日军飞机击沉。1944年10月莱特湾海战中，日本海军损失六艘重巡：23日，“爱宕”号与“摩耶”号被美军潜艇鱼雷击沉，“最上”号遭海空联合打击至无法挽救；25日，“铃谷”号与“筑摩”号被空袭击沉，“鸟海”号重伤后被自沉。次月日本海军续有损失：5日“那智”号与25日“熊野”号相继被空袭击沉。1945年5月16日马六甲海峡海战中，日本海军“羽黑”号遭英军伏击沉没；6月6日其姊妹舰“足柄”号被英国潜艇鱼雷击沉。日本海军最后损失是7月24日“青叶”号与“利根”号被美军空袭击沉。战争中最后沉没的重巡洋舰是美国海军“印第安纳波利斯”号，该舰7月30日在非战斗状态下航行时被日本潜艇鱼雷击沉。
另有数艘重巡洋舰在战后数年内沉没。日本帝国海军的“妙高”号和“高雄”号被英国皇家海军俘获后，分别于1946年7月8日和10月29日在马六甲海峡被凿沉。德国海军的“欧根亲王”号作为战利品移交美国海军，在十字路口行动核试验中受损后于12月22日沉没。而德国海军的“吕佐夫”号被苏联海军缴获，1947年7月22日在武器测试中击沉。最后，美国海军的“盐湖城”号和“彭萨科拉”号分别于1948年5月25日和11月10日作为靶舰击沉。

## 列表

### 战斗中沉没
| 舰名             | 图片 | 所属海军           | 沉没日期       | 位置         | 现状                                              | 来源          |
| ---------------- | ---- | ------------------ | -------------- | ------------ | ------------------------------------------------- | ------------- |
| “巴利阿里”号     |      | 西班牙國西班牙海軍 | 1938年3月6日   | 地中海       | 未知                                              | [ 3 ]         |
| “布吕歇尔”号     |      | 納粹德國海軍       | 1940年4月9日   | 奧斯陸峽灣   | 位于海面下64米处                                  | [ 5 ]         |
| “阜姆”号         |      | 意大利皇家海军     | 1941年3月29日  | 地中海       | 未知                                              | [ 6 ]         |
| “波拉”号         |      | 意大利皇家海军     | 1941年3月29日  | 地中海       | 未知                                              | [ 6 ]         |
| “扎拉”号         |      | 意大利皇家海军     | 1941年3月29日  | 地中海       | 未知                                              | [ 6 ]         |
| “休斯敦”号       |      | 美国美國海軍       | 1942年3月1日   | 巽他海峡     | 部分被拆解                                        | [ 11 ] [ 29 ] |
| “埃克塞特”号     |      | 英國皇家海軍       | 1942年3月1日   | 爪哇海       | 被凿沉                                            | [ 12 ] [ 30 ] |
| “康沃尔”号       |      | 英國皇家海軍       | 1942年4月5日   | 印度洋       | 未知                                              | [ 31 ]        |
| “多塞特郡”号     |      | 英國皇家海軍       | 1942年4月5日   | 印度洋       | 未知                                              | [ 32 ]        |
| “三隈”号         |      | 大日本帝國海軍     | 1942年6月6日   | 太平洋       | 未知                                              | [ 14 ]        |
| “特伦托”号       |      | 意大利皇家海军     | 1942年6月15日  | 伊奥尼亚海   | 未知                                              | [ 7 ]         |
| “阿斯托利亚”号   |      | 美国美國海軍       | 1942年8月9日   | 新喬治亞海峽 | 位于海面下860米深处；舰首失踪                     | [ 15 ] [ 33 ] |
| “昆西”号         |      | 美国美國海軍       | 1942年8月9日   | 新喬治亞海峽 | 位于海面下610米处；舰首失踪                       | [ 15 ] [ 34 ] |
| “文森斯”号       |      | 美国美國海軍       | 1942年8月9日   | 新喬治亞海峽 | 未知                                              | [ 15 ]        |
| “加古”号         |      | 大日本帝國海軍     | 1942年8月10日  | 太平洋       | 未知                                              | [ 17 ]        |
| “古鹰”号         |      | 大日本帝國海軍     | 1942年10月12日 | 新喬治亞海峽 | 位于海面下600米深处断裂；舰首向左舷下沉，舰尾直立 | [ 17 ] [ 35 ] |
| “衣笠”号         |      | 大日本帝國海軍     | 1942年11月13日 | 太平洋       | 未知                                              | [ 18 ]        |
| “北安普敦”号     |      | 美国美國海軍       | 1942年12月1日  | 新喬治亞海峽 | 未知                                              | [ 19 ]        |
| “芝加哥”号       |      | 美国美國海軍       | 1943年1月30日  | 太平洋       | 未知                                              | [ 20 ]        |
| “的里雅斯特”号   |      | 意大利皇家海军     | 1943年4月10日  | 拉马达莱娜   | 被拆解                                            | [ 7 ] [ 36 ]  |
| “爱宕”号         |      | 大日本帝國海軍     | 1944年10月23日 | 巴拉望海峡   | 未知                                              | [ 37 ]        |
| “摩耶”号         |      | 大日本帝國海軍     | 1944年10月23日 | 巴拉望海峡   | 位于海面下1800米处                                | [ 37 ] [ 38 ] |
| “铃谷”号         |      | 大日本帝國海軍     | 1944年10月25日 | 菲律宾海     | 未知                                              | [ 39 ]        |
| “筑摩”号         |      | 大日本帝國海軍     | 1944年10月25日 | 菲律宾海     | 未知                                              | [ 40 ]        |
| “那智”号         |      | 大日本帝國海軍     | 1944年11月5日  | 馬尼拉灣     | 被拆解                                            | [ 41 ]        |
| “熊野”號         |      | 大日本帝國海軍     | 1944年11月25日 | 聖克魯斯     | 未知                                              | [ 42 ]        |
| “舍尔海军上将”号 |      | 納粹德國海軍       | 1945年4月9日   | 基尔         | 部分被拆解                                        | [ 4 ]         |
| “羽黑”号         |      | 大日本帝國海軍     | 1945年5月16日  | 马六甲海峡   | 被摧毁                                            | [ 23 ] [ 43 ] |
| “足柄”号         |      | 大日本帝國海軍     | 1945年6月8日   | 邦加海峽     | 未知                                              | [ 23 ]        |
| “青叶”号         |      | 大日本帝國海軍     | 1945年7月24日  | 吴港         | 被拆解                                            | [ 18 ] [ 38 ] |
| “利根”号         |      | 大日本帝國海軍     | 1945年7月24日  | 吴港         | 被拆解                                            | [ 44 ] [ 45 ] |

### 凿沉
| 舰名                 | 图片 | 所属海军       | 沉没日期       | 位置         | 现状                     | 来源          |
| -------------------- | ---- | -------------- | -------------- | ------------ | ------------------------ | ------------- |
| “施佩伯爵海军上将”号 |      | 納粹德國海軍   | 1939年12月17日 | 拉普拉塔河   | 海面下11米处，部分被拆解 | [ 4 ]         |
| “英富汉姆”号         |      | 英國皇家海軍   | 1940年5月18日  | 博德         | 被拆解                   | [ 2 ]         |
| “约克”号             |      | 英國皇家海軍   | 1941年5月22日  | 苏达湾       | 被拆解                   | [ 9 ]         |
| “堪培拉”号           |      | 澳洲皇家海軍   | 1942年8月9日   | 新喬治亞海峽 | 位于海面下760米处        | [ 16 ] [ 46 ] |
| “科尔贝尔”号         |      | 法國海軍       | 1942年11月27日 | 土伦         | 被拆解                   | [ 10 ]        |
| “福煦”号             |      | 法國海軍       | 1942年11月27日 | 土伦         | 被拆解                   | [ 10 ]        |
| “迪普莱克斯”号       |      | 法國海軍       | 1942年11月27日 | 土伦         | 被拆解                   | [ 10 ]        |
| “阿尔及利亚”号       |      | 法國海軍       | 1942年11月27日 | 土伦         | 被拆解                   | [ 10 ]        |
| “最上”号             |      | 大日本帝國海軍 | 1944年10月23日 | 苏里高海峡   | 位于海面下1400米处       | [ 39 ] [ 47 ] |
| “鸟海”号             |      | 大日本帝國海軍 | 1944年10月25日 | 菲律宾海     | 位于海面下5000米处       | [ 37 ] [ 48 ] |
| “塞得利茨”号         |      | 納粹德國海軍   | 1945年1月29日  | 柯尼斯堡     | 被拆解                   | [ 5 ]         |
| “希佩尔将军”号       |      | 納粹德國海軍   | 1945年5月3日   | 基尔         | 被拆解                   | [ 5 ]         |
| “妙高”号             |      | 大日本帝國海軍 | 1946年7月8日   | 马六甲海峡   | 未知                     | [ 49 ]        |
| “高雄”号             |      | 大日本帝國海軍 | 1946年10月29日 | 马六甲海峡   | 未知                     | [ 50 ]        |

### 其他原因
| 舰名               | 图片 | 所属海军       | 沉没日期       | 位置           | 现状                     | 来源          |
| ------------------ | ---- | -------------- | -------------- | -------------- | ------------------------ | ------------- |
| “罗利”号           |      | 英國皇家海軍   | 1922年8月8日   | 贝尔岛海峡     | 被摧毁                   | [ 2 ]         |
| “博尔扎诺”号       |      | 意大利皇家海军 | 1944年6月21日  | 拉斯佩齐亚     | 被拆解                   | [ 8 ] [ 51 ]  |
| “印第安纳波利斯”号 |      | 美国美國海軍   | 1945年7月30日  | 太平洋         | 海面下5500米处，断为两截 | [ 25 ] [ 52 ] |
| “欧根亲王”号       |      | 納粹德國海軍   | 1946年12月22日 | 瓜加林環礁     | 倾覆                     | [ 4 ]         |
| “吕佐夫”号         |      | 納粹德國海軍   | 1947年7月22日  | 希維諾烏伊希切 | 未知                     | [ 27 ]        |
| “鹽湖城”號         |      | 美国美國海軍   | 1948年5月25日  | 太平洋         | 未知                     | [ 53 ]        |
| “彭薩科拉”號       |      | 美国美國海軍   | 1948年11月10日 | 太平洋         | 未知                     | [ 54 ]        |

## 脚注

### 引文
1. ↑  刘致 (2014)，第468頁.
2. 1 2 3 4  Whitley (1996)，第80頁.
3. 1 2  Whitley (1996)，第221頁.
4. 1 2 3 4 5 6  Gröner (1990)，第62頁.
5. 1 2 3 4 5  Gröner (1990)，第67頁.
6. 1 2 3 4  Whitley (1996)，第152頁.
7. 1 2 3  Whitley (1996)，第148頁.
8. 1 2  Whitley (1996)，第156頁.
9. 1 2  Konstam (2012)，第32頁.
10. 1 2 3 4 5  Jordan & Moulin (2013)，第191–192, 194頁.
11. 1 2  Stille (2014)，第25頁.
12. 1 2  Konstam (2012)，第34頁.
13. ↑  Konstam (2012)，第28, 31頁.
14. 1 2  Stille (2011)，第36頁.
15. 1 2 3 4  Stille (2014)，第40頁.
16. 1 2  Whitley (1996)，第18頁.
17. 1 2 3  Stille (2011)，第16頁.
18. 1 2 3  Stille (2011)，第17頁.
19. 1 2  Stille (2014)，第23頁.
20. 1 2  Stille (2014)，第24頁.
21. ↑  Stille (2011)，第31, 38, 43–44頁.
22. ↑  Stille (2011)，第23, 39頁.
23. 1 2 3  Stille (2011)，第24頁.
24. ↑  Stille (2011)，第17, 44頁.
25. 1 2  Stille (2014)，第30頁.
26. ↑  Whitley (1996)，第177, 181頁.
27. 1 2  Prager (2002)，第317–320頁.
28. ↑  Stille (2014)，第16–17頁.
29. ↑  Calamur (2014).
30. ↑  Holmes (2016).
31. ↑  Konstam (2012)，第28頁.
32. ↑  Konstam (2012)，第31頁.
33. ↑  Kozak (2015).
34. ↑  Ballard & Archbold (1993)，第74, 86–93頁.
35. ↑  Hackett & Kingsepp (2020).
36. ↑  Hogg & Wiper (2004)，第11頁.
37. 1 2 3  Stille (2011)，第31頁.
38. 1 2  Hackett & Kingsepp (2019).
39. 1 2  Stille (2011)，第38頁.
40. ↑  Stille (2011)，第43–44頁.
41. ↑  Stille (2011)，第23頁.
42. ↑  Stille (2011)，第39頁.
43. ↑  Hackett & Kingsepp (2018).
44. ↑  Stille (2011)，第44頁.
45. ↑  Hackett & Kingsepp (2019b).
46. ↑  Ballard & Archbold (1993)，第74–85頁.
47. ↑  Hackett & Kingsepp (2019c).
48. ↑  Hackett & Kingsepp (2018b).
49. ↑  Whitley (1996)，第177頁.
50. ↑  Whitley (1996)，第181頁.
51. ↑  Hogg & Wiper (2004)，第62頁.
52. ↑  Grinberg (2017).
53. ↑  Stille (2014)，第17頁.
54. ↑  Stille (2014)，第16頁.

### 期刊来源
- 王义山. . 舰船知识 = NAVAL & MERCHANT SHIPS (北京: 舰船知识杂志社). 2010, (增刊). ISSN 1000-7148 （中文（中国大陆））.

### 网站来源
- Calamur, Krishnadev. . NPR. 2014-08-19  [2024-05-18]. （原始内容存档于2025-07-06）.
- Holmes, Oliver; Harding, Luke. . The Guardian. 2016-11-16  [2024-05-18]. （原始内容存档于2016-11-16）.
- Kozak, Garry. . Ocean News & Technology Magazine. 2015-06-01  [2024-05-18]. （原始内容存档于2019-10-26）.
- Hackett, Bob; Kingsepp, Sander. . Combined Fleet. 2020-09-01  [2021-11-04]. （原始内容存档于2009-05-01）.
- Hackett, Bob; Kingsepp, Sander. . Combined Fleet. 2019-11-01  [2021-11-04]. （原始内容存档于2021-11-04）.
- Hackett, Bob; Kingsepp, Sander. . Combined Fleet. 2018-12-01  [2021-05-23]. （原始内容存档于2023-05-19）.
- Hackett, Bob; Kingsepp, Sander. . Combined Fleet. 2019-04-06  [2021-11-04]. （原始内容存档于2012-07-07）.
- Hackett, Bob; Kingsepp, Sander. . Combined Fleet. 2019-05-01  [2021-05-25]. （原始内容存档于2021-11-06）.
- Hackett, Bob; Kingsepp, Sander. . Combined Fleet. 2019-10-01  [2021-11-04]. （原始内容存档于2021-01-25）.
- Hackett, Bob; Kingsepp, Sander. . Combined Fleet. 2018-05-01  [2021-11-04]. （原始内容存档于2016-02-29）.
- Grinberg, Emanuella. . CNN. 2017-08-20  [2024-05-18]. （原始内容存档于2025-07-06）.